# محكمة النقض (فرنسا)
محكمة النقض (بالفرنسية: Cour de cassation)‏ هي المحكمة العليا المختصة بالقضايا المدنية والجنائية في فرنسا. وهي واحدة من المحاكم العليا الأربع في البلاد، إلى جانب مجلس الدولة والمجلس الدستوري ومحكمة المنازعات القضائية.
هذه المحكمة معنية في المقام الأول بالنظر في الطعون المقدمة ضد قرارات محاكم الجنايات ومحاكم الاستئناف (الاستئناف في النقض). حيث لا تقوم المحكمة سوى بمراجعة المسائل القانونية (ولكن ليس القضايا المتعلقة بالوقائع) وتتحمل المسؤولية النهائية عن تفسير وتطبيق موحد للقانون التشريعي في جميع أنحاء فرنسا. كما أنّ المحكمة تقوم بتصفية الطعون التي تطعن في دستورية القوانين قبل إحالتها إلى المجلس الدستوري، وتراجع أحكام المحاكم الابتدائية بناء على طلب المحكمة الأوروبية لحقوق الإنسان، وتستمتع إلى عدة أنواع أخرى من القضايا.
وتنقسم المحكمة إلى ثلاث دوائر مدنية، ودائرة تجارية، ودائرة عمالية، ودائرة جنائية، ودائرة الادعاء العام وغيرهم من الهيئات الأخرى. وتصدر المحكمة أحكامها عادة في هيئة مؤلفة من ثلاثة أو خمسة قضاة؛ حيث يُفصل في أهم القضايا من خلال جلسات عامة.
تأسست المحكمة عام 1790 تحت اسم محكمة النقض أثناء الثورة الفرنسية. كان غرضها الأصلي هو العمل كمحكمة خطأ ذات اختصاص مراجعة على محاكم الدرجات الأدنى الإقليمية ( البرلمانات). ويقع مقرها حاليًا في قصر العدل بالدائرة الأولى بباريس.

## الروابط الخارجية
- الموقع الرسمي
- Cour de cassation cases نسخة محفوظة 2007-06-10 على موقع واي باك مشين. (English translations)